# Oboriște, Pazardjik
Oboriște (în bulgară Оборище) este un sat în comuna Panaghiuriște, regiunea Pazardjik,  Bulgaria. 

## Demografie
Componența etnică a satului Oboriște
     Bulgari (96,57%)
     Nicio identificare (3,02%)
     Altele (0,39%)
La recensământul din 2011, populația satului Oboriște era de 1.256 locuitori. Din punct de vedere etnic, majoritatea locuitorilor (96,57%) erau bulgari. Pentru 3,02% din locuitori nu este cunoscută apartenența etnică.